# ランドルフ (空母)
ランドルフ (USS Randolph, CV/CVA/CVS-15) は、アメリカ海軍のエセックス級航空母艦。同級空母としては13番目に就役した。艦名はペイトン・ランドルフに因む。この名を持つ艦としては2隻目。
アメリカ合衆国の初期の有人宇宙飛行「マーキュリー計画」においてマーキュリー・セブンの回収役を務め、1961年7月21日に宇宙飛行士ガス・グリソム（マーキュリー・レッドストーン4号）を、1962年2月20日にジョン・グレン（マーキュリー・アトラス6号）を救助した。

## 艦歴

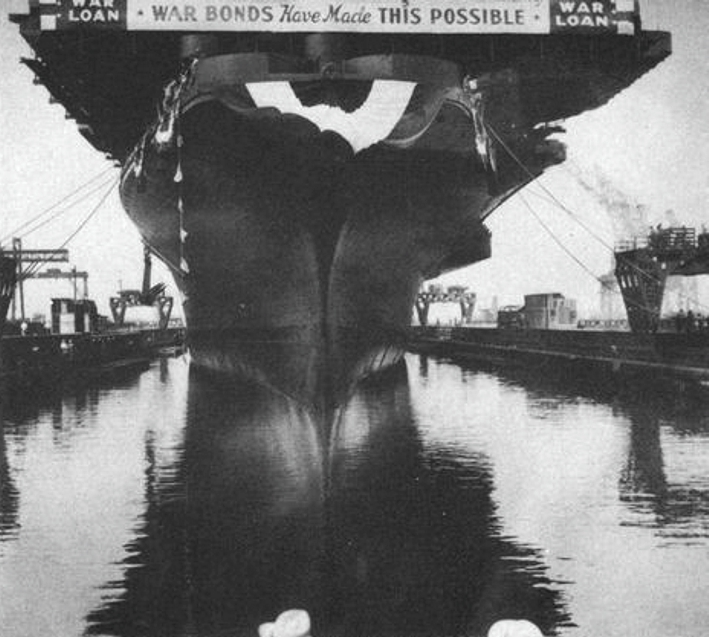
「ランドルフ」の進水式

「ランドルフ」は1943年5月10日、バージニア州ニューポート・ニューズのニューポート・ニューズ造船 & 乾ドック社で起工する。1944年6月28日、ローズ・ジレット（アイオワ州選出上院議員ガイ・M・ジレットの妻）によって命名・進水し、1944年10月9日、初代艦長フェリックス・ロック・ベイカー大佐の指揮下で就役した。

### 第二次世界大戦
整調航海はトリニダードからパナマ運河を通って太平洋に向けて行われた。12月31日サンフランシスコに到着、87航空部隊から12航空部隊に転属され、4ヶ月の作戦行動に入った。なお、この時までに対空火器の増設等の改修を受けているのが写真で確認できる。
「ランドルフ」は1945年1月20日にサンフランシスコを出港した。ウルシー環礁に到着すると2月10日に第58任務部隊に配属される。「ランドルフ」は東京飛行場および日立航空機立川発動機製作所に対して2月16日、17日に攻撃を行った。18日には父島への攻撃を行う。2月20日には硫黄島上陸部隊への支援攻撃および母島上陸部隊への2度の支援攻撃を行う。続く4日にわたり硫黄島への攻撃と偵察を継続した。2月25日には関東地区の飛行場への3度の攻撃と八丈島への攻撃を行い、その後ウルシー泊地へ帰投した。
ウルシー泊地へ停泊中の3月11日、九州の第五航空艦隊（司令長官宇垣纏中将）は第七六二海軍航空隊の銀河と詫間海軍航空隊の二式飛行艇（誘導）による長距離薄暮攻撃を実施した（梓特別攻撃隊）。鹿屋基地から発進した梓隊の銀河が「ランドルフ」の飛行甲板後部に突入、25名が死亡し106名が負傷した。ウルシーでの修復後、「ランドルフ」は4月7日に沖縄攻略部隊に参加する。沖縄本島、伊江島、加計呂麻島に対する航空偵察は4月14日まで毎日続けられ、15日から沖縄に対する戦闘機、爆撃機および雷撃機の攻撃支援、九州南部の飛行場への攻撃を行った。4月17日から月末まで「ランドルフ」は攻撃及び偵察支援に艦載機を投入した。
5月に入ると「ランドルフ」の艦載機は沖縄および九州南部、喜界島、奄美大島の海軍基地、飛行場への攻撃を行う。この時期、第58任務部隊の旗艦だった「バンカー・ヒル (USS Bunker Hill, CV-17) 」が5月11日に、交代した「エンタープライズ (USS Enterprise, CV-6) 」も5月14日に特攻攻撃で戦線離脱したため、マーク・ミッチャー司令官は5月15日より「ランドルフ」で指揮を執ることになった。沖縄本島への攻撃任務を継続した後、5月29日にはグアム経由でフィリピンへ帰還した。
「ランドルフ」の次の任務はハルゼー提督率いる第三艦隊の一部として、本州への攻撃を行うことであった。搭載部隊は第12航空団から第16航空団となり、7月10日には関東地区の飛行場に8度の攻撃を行う。7月14日には津軽海峡で船舶及び飛行場に対する攻撃を行う。この攻撃で2隻の青函連絡船が撃沈され、3隻が大破した。本州への攻撃はその後数日間継続された。7月18日には横須賀海軍基地の桟橋に偽装されて停泊していた戦艦「長門」への攻撃を行っている。
その後「ランドルフ」は僚艦と共に南西方面、四国沖に移動、7月24日には瀬戸内海で船舶への攻撃を行い、航空戦艦「日向」へ打撃を与えると共に九州、本州、四国の飛行場、軍需施設への攻撃も行った。7月10日から25日までで「ランドルフ」の艦載機は小さな帆掛け船から海防艦まで25から30隻の艦船を破壊し、35から40隻に損傷を与えたと見積もられる。「ランドルフ」の艦載機はその後も攻撃を継続し、日本降伏当日の8月15日は午前中に木更津飛行場および周辺施設へ攻撃を行った。

### 第二次世界大戦後
戦争の終了に伴って「ランドルフ」は本国へ帰還する。9月末にパナマ運河を通過し、ノーフォークには10月15日に到着した。その後マジック・カーペット作戦に参加、年末まで地中海への二度の航海を行う。1946年に入るとは予備役兵と海軍兵学校生のための練習艦となり、同年後半に地中海への巡航を行う。その後カリブ海へ航海を行い、1947年の夏には海軍兵学校生を乗せ北ヨーロッパへ航海を行う。大戦終結に伴う海軍の縮小に伴い、エセックス級の多くの艦が予備役になっていたが、「ランドルフ」も1948年2月25日に予備役に編入され、フィラデルフィアで停泊した。

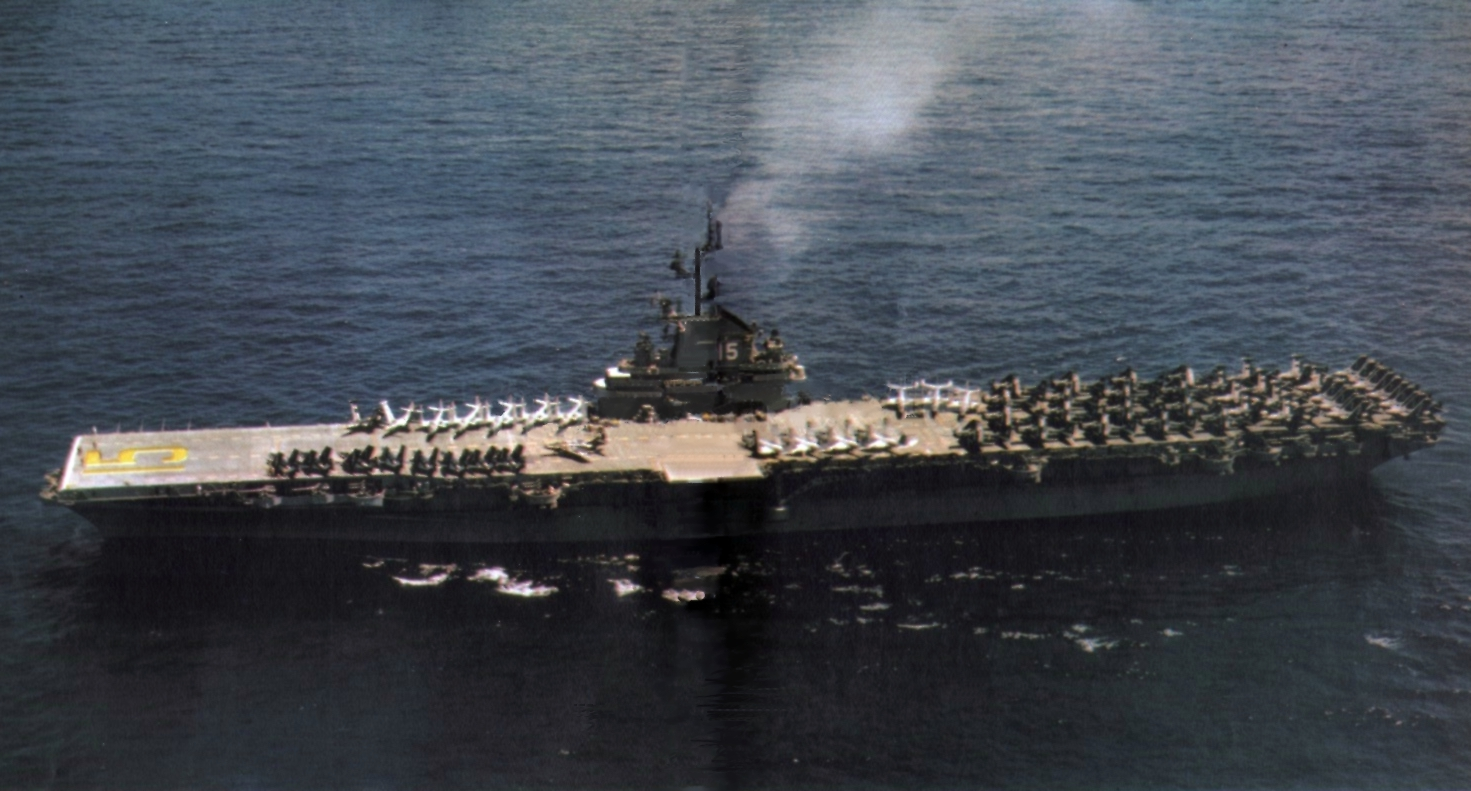
SCB-27A改装実施後（1954年撮影）

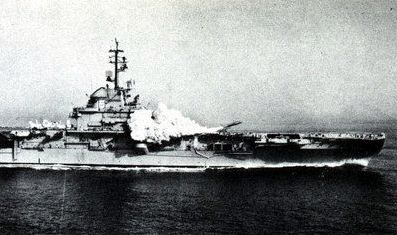
飛行甲板からレギュラスミサイルを発射

「ランドルフ」はSCB-27A改装により近代化することが決定した。1952年10月1日にCVA-15(攻撃空母)に艦種変更され、1953年7月1日再就役する。グアンタナモ湾での第10空母航空団との整調航海後、第14空母航空団を乗艦させ地中海へ向けてノーフォークを出港、1954年2月3日に第6艦隊に加わる。6ヶ月間にわたる地中海での活動期間に、北大西洋条約機構の各種演習に参加、その後SCB-125改装により更なる近代化を行うことが決定し、1955年6月18日よりノーフォーク海軍工廠にてアングルド・デッキ化を含む改装を受ける。
1956年1月に改装が完了すると、「ランドルフ」は続く6ヶ月にわたって東海岸沖で作戦活動に従事した。「ランドルフ」は飛行甲板からレギュラス誘導ミサイルを発射した初の大西洋艦隊所属空母であった。
1956年7月14日に「ランドルフ」は再び地中海へ向けて出航し第6艦隊に合流、7ヶ月間の作戦行動に入る。10月29日にイスラエル軍がシナイ半島へ侵攻（第二次中東戦争）したため、「ランドルフ」は戦闘態勢で待機した。「ランドルフ」の艦載機はスエズ運河付近で作戦行動に入り、アレキサンドリアからのアメリカ市民の退去に際して対地および対空偵察と援護を行った。1957年2月19日には本国へ帰還する。
数ヶ月間アメリカ東海岸で活動した後、「ランドルフ」は1957年7月1日に地中海へ再び展開した。8月から12月の間にシリアでの政治的混乱が中東情勢を混乱させるおそれがあったため、地中海東部のパトロールを行った。1958年2月24日に本国へ帰還したが、再び地中海へ赴き9月2日から1959年3月12日まで5度目の配備が行われた。
1958年10月26日、フランスのカンヌに寄港した際に「ランドルフ」はウィンストン・チャーチル卿の訪問を受けた。チャーチルにとっては大戦後にアメリカの軍艦を訪問した唯一の機会となり、父親の名前が同じくランドルフであったことを訪問の理由に挙げている。
「ランドルフ」は1959年3月31日にCVS-15に艦種変更される。その後東海岸で対潜水艦作戦活動を翌年まで指揮し、1960年9月には4度目の Battle Efficiency Award を受賞した。その後ノーフォークでオーバーホールを受け、カリブ海で作戦活動を行った後、アメリカが行った2度目の有人宇宙飛行の回収船に指定される。
マーキュリー・セブンの一人、ガス・グリソム宇宙飛行士が搭乗するマーキュリー・レッドストーン4号は「リバティ・ベル7 (Liberty Bell 7) 」と命名されていた。1961年7月21日、グリソム飛行士の「リバティ・ベル7」はケープカナベラル宇宙軍施設より打ち上げられて弾道飛行を行い、宇宙船は北大西洋に着水した。着水後にトラブルがあり、「リバティ・ベル7」はHSS-1ヘリコプターによる回収に失敗して沈没したが、グリソム飛行士は幸いにも救助された。
1962年2月、「ランドルフ」は宇宙飛行士ジョン・グレン（海兵隊中佐）の一時回収船に指定された。2月20日、マーキュリー・アトラス6号「フレンドシップ7  (Friendship 7) 」がケープカナベラル基地より打ち上げられた。グレン飛行士はアメリカ合衆国にとって最初の軌道宇宙飛行を成し遂げ、「リンドバーグの単独無着陸大西洋横断飛行に並ぶ20世紀の英雄」と称賛される。この歴史的記念飛行のあと「フレンドシップ7」は駆逐艦「ノア (USS Noa, DD-841) 」の近くに無事着水し、グレン飛行士は「ノア」を経由して「ランドルフ」に収容された。
1962年の夏に「ランドルフ」は再び地中海へ向けて出航した。西大西洋に到着すると同時にキューバ危機が発生し、「ランドルフ」はカリブ海に帰還、10月末から11月にかけて空母「エセックス (USS Essex, CVS-9) 」「インディペンデンス (USS Independence, CV-62) 」、「エンタープライズ (USS Enterprise, CVN-65) 」ともに作戦活動を行う。
10月27日昼、「ランドルフ」のグラマンS2F哨戒機はソ連潜水艦「B59」を発見し、警告用の爆雷を投下。午後6時には「ランドルフ」指揮下の駆逐艦三隻がさらに警告用の爆雷を投下した。「B59」の艦長と政治士官は搭載していた核魚雷で反撃を検討したがアルヒーポフ副艦長が反対したため浮上してキューバ沖から退去した。
その後「ランドルフ」はノーフォークでオーバーホールを受け、大西洋での任務を再開した。続く5年の間に2度の地中海巡航と北ヨーロッパ巡航を行い、その後はアメリカ東海岸とカリブ海での活動を行った。
1963年の映画『Follow The Boys』のオープニングでコニー・フランシスの歌声と共に「ランドルフ」は勇姿を披露している。
1968年8月7日に国防総省は「ランドルフ」を含む49隻の艦艇をモスボール処理すると発表した。「ランドルフ」は予備役となり、1969年2月13日にフィラデルフィアで係留された。1973年6月1日まで同所に保管された後除籍され、1975年5月にスクラップとして売却された。
「ランドルフ」は第二次世界大戦の戦功により3つの従軍星章を受章した。